# Арбатец

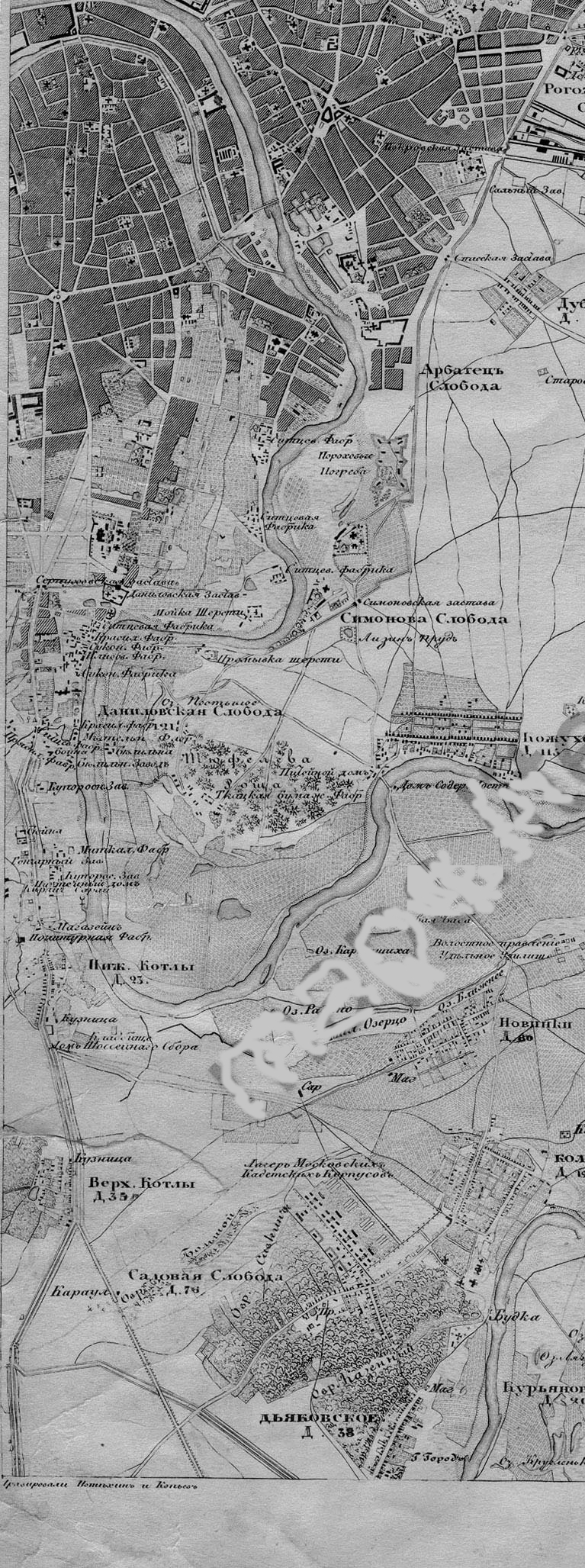
Арбатская слобода в конце XIX века

Арбатец — бывшая митрополичья слобода в Москве. Исчезла к середине XVIII века.
Предположительно, название местности произошло от арабского слова «рабад», что означает пригород, предместье.

## Историческое местоположение
Арбатец располагался на юге-востоке Москвы, по левому берегу Москвы-реки. Слобода находилась около Крутицкого подворья.

## История
Бывшая слобода относилась к структуре Крутицкого подворья, которой также принадлежали слобода Дубровка, Крутицкая слобода, Калитники и село Кожухово. Первое упоминание об Арбатеце датируется XVII веком. В 1632 году в слободе Арбатец находилось 20 дворов. В начале XVIII века в местности начали строить купеческие и мещанские дома. В середине XVIII века слобода Арбатец постепенно исчезала. Арбатец передал своё название улицам: Арбатецкая улица, 1-й Арбатецкий переулок и 2-й Арбатецкий переулок. 1-й Арбатецкий переулок и 2-й Арбатецкий переулок находились около Симоновского вала и Крутицкой набережной, но к 2015 году не сохранились — упразднены.